# OGAS
OGAS (en ruso: ОГАС, Общегосударственная автоматизированная система учёта и обработки информации; en español: OGAS, Sistema Nacional Automatizado de Contabilidad y Procesamiento de la Información) fue un proyecto soviético para crear una red de información de nivel nacional. El proyecto empezó en 1962 pero se le denegó la financiación necesaria en 1970.
Fue uno más de una serie de intentos fallidos en la URSS de crear una red informática nacional análoga a las desarrolladas posteriormente en Estados Unidos, especialmente ARPANET, red que daría origen a Internet. 

## Concepto
El principal arquitecto del OGAS fue Viktor Glushkov. Una propuesta anterior para crear una red nacional de ordenadores para mejorar la planificación central, el Sistema de Administración Automatizado Económico de Anatoly Kitov, había sido rechazado en 1959 debido a preocupaciones por parte de los militares de que se les exigiría compartir información con planificadores civiles. Glushkov propuso el OGAS en 1962 como una red de tres niveles con un centro principal de computación en Moscú, hasta 200 centros intermedios en otras ciudades importantes, y hasta 20.000 terminales en ubicaciones económicamente significativas, comunicándose en tiempo real utilizando la infraestructura telefónica existente. La estructura también permitiría que cualquier terminal se pudiera comunicar con cualquier otro de la red. Glushkov también propuso utilizar el sistema para mover a la Unión Soviética hacia una economía sin dinero, utilizando un sistema de pagos electrónicos. El proyecto fracasó porque se rechazó la petición de Glushkov de financiación el 1 de octubre de 1970. El 24.º Congreso del Partido Comunista de 1971 tendría que haber autorizado la implementación del plan, pero finalmente solo aprobó la expansión de los sistemas de administración de información locales. Glushkov posteriormente persiguió otro plan de red, EGSVT, el cual tampoco obtuvo suficiente financiación y no se llevó a cabo.
La propuesta de crear OGAS levantó ampollas en algunos liberales por considerarlo una herramienta de excesivo control central, pero falló principalmente debido a rencillas burocráticas:  la propuesta llegó bajo los auspicios de la Administración Estadística Central y como tal despertó la hostilidad de Vasily Garbuzov, quién lo vio como una amenaza a su Ministerio de Finanzas. Cuando el EGSVT falló, el siguiente intento, SOFE, se llevó a cabo en 1964 por parte de Nikolay Fedorenko, en un intento por construir una red de información que podría ser utilizada para la planificación de la economía en la Unión Soviética. El proyecto fue un éxito a pequeño nivel pero su uso no se extendió.

## Planificación económica cibernética
Desde el principio de la década de 1960, el Partido Comunista de la Unión Soviética consideró abandonar el sistema estalinista de planificación en favor de desarrollar un sistema computerizado de asignación de recursos según los principios de la cibernética. Este desarrollo se veía como la base para saltar hacia un modelo de planificación optimizado que formara la base de una forma más desarrollada de economía socialista basada en la innovación y la descentralización informativa. Esto se veía como una progresión lógica, dado que el sistema de equilibrios materiales estaba enfocado hacia una rápida industrialización, la cual ya se había llevado a cabo en la Unión Soviética durante las décadas precedentes. Pero a principios de la década de 1970 la idea de trascender el statu quo fue abandonada por el liderazgo soviético, que sentía que el sistema amenazaba el control del partido sobre la economía. A principios de 1970, acabó el interés oficial en este sistema.
A finales de la década de 1970, el desarrollo natural de los ordenadores soviéticos llevó a la creación del proyecto Academset cuyo objetivo era la construcción de una red nacional de fibra óptica y enlaces vía satélite/radiofónico, pero solo la parte de Leningrado de la red fue completada antes de la disolución de la URSS. Para 1992, los ordenadores soviéticos que hacían de servidores habían sido destruidos y en 1990 Rusia obtuvo una conexión de Internet global independiente del estado por vía telefónica a través de Finlandia gracias a los esfuerzos de una empresa de telecomunicación privada llamada Relcom.
En 2016 se publicó en EE. UU. un libro dedicado al OGAS , titulado Cómo no poner una nación en Red : La inquietante historia del Internet soviético, por Benjamin Peters, profesor de la Universidad de Tulsa. El profesor de Harvard Jonathan Zittrain resumió que el libro «llena un vacío importante en la historia del Internet, destacando las maneras en que la generatividad y la transparencia han sido esenciales para la innovación en red». Un comentarista del libro del MIT escribió: «Los intentos soviéticos para construir una red nacional de ordenadores fueron destrozados por socialistas que parecían comportarse como capitalistas».

## Artículos relacionados
- ARPANET
- Proyecto Cybersyn
- Academset